# Dana Scott
Dana Stewart Scott (* 11. října 1932, Berkeley, USA) je americký informatik, matematik, logik a filosof. V roce 1976 získal společně s Michaelem O. Rabinem Turingovu cenu za práci v oblasti teorie automatů. Výsledkem jeho spolupráce s Christopherem Stracheyem bylo položení základů moderního přístupu k sémantice programovacích jazyků. Pracoval též na poli modální logiky, topologie a teorie kategorií.